# Domaradzice-Borek
Domaradzice-Borek – część wsi Domaradzice w Polsce, położona w województwie wielkopolskim, w powiecie rawickim, w gminie Jutrosin.
W latach 1975–1998 Domaradzice-Borek należały administracyjnie do województwa leszczyńskiego.